# Nicandre Nuci
Nicandre Nuci (Nicander Nucius, Níkandros Noúkios Νίκανδρος Νούκιος) fou un nadiu de Còrcira nascut al començament del segle xvi que per diverses circumstàncies fou expulsat de l'illa i es va haver de refugiar a Venècia.
Es va posar al servei de Gerard Veltuyckus o Veltwick (al que ja coneixia) que havia estat nomenat per l'emperador Carles V com ambaixador davant el sultà Solimà (1545). El va acompanyar a Constantinoble i altres llocs d'Europa i va escriure una narració dels seus viatges, que es conserva i on dona detalls interessants.